# Cotoneaster popovii
Cotoneaster popovii är en rosväxtart som beskrevs av A.I. Poyarkova. Cotoneaster popovii ingår i släktet oxbär, och familjen rosväxter. Inga underarter finns listade i Catalogue of Life.